# 刘岩 (舞蹈家)
刘岩（1982年—），中国青年舞蹈家，毕业于北京舞蹈学院古典舞系，北京舞蹈学院教授、北京市政协委员。先后获得了“荷花杯”舞蹈大赛银奖、全国舞蹈电视大赛铜奖、桃李杯舞蹈大赛银奖、全国舞蹈大赛金奖、CCTV杯电视舞蹈大赛银奖、文华表演等奖项。

## 人物经历
1991年考入北京舞蹈学院附中。2003年，从北京舞蹈学院毕业后成为青年舞团的一名舞蹈演员。
2004年以独舞《胭脂扣》获第六届全国舞蹈大赛金奖。
2005年以独舞《桔子红了》获“荷花杯”全国舞蹈大赛金奖。
2006年春节联欢晚会上，与舞蹈家杨丽萍、谭元元共同表演了舞蹈《岁寒三友》。
2008年，因排练北京奥运会开幕式节目独舞《丝路》时意外坠落，导致双腿瘫痪。
2010年，考取中国艺术研究院舞蹈学专业博士，毕业后成为北京舞蹈学院的教师。
2014年，出版了第一部学术专著《手之舞之——中国古典舞手舞研究》。
2021年9月27日，新著《手之印相——手印与中国古典舞手舞之关系研究》27日在北京首发。